# Daniel Congré
Daniel Congré (Toulouse, 5 april 1985) is een Frans voetballer met roots in Guadeloupe die doorgaans als centrale verdediger speelt. Hij verruilde Toulouse in juli 2012 voor Montpellier HSC.

## Clubcarrière
Congré sloot zich op elfjarige leeftijd aan bij de club uit zijn geboortestad. Hij debuteerde tijdens het seizoen 2004-2005 in het eerste elftal van Toulouse in de Ligue 1 tegen Stade Rennais. Hij viel tijdens de rust in. Hij speelde in totaal 23 wedstrijden in zijn eerste seizoen. In acht seizoenen speelde hij 164 competitiewedstrijden voor Toulouse, waarin hij viermaal scoorde. Op 21 juni 2012 bereikte hij een akkoord met Montpellier HSC. Hij tekende een vierjarig contract bij Montpellier, dat een bedrag van vijf miljoen euro op tafel legde voor de centrale verdediger.
1 Dizdarević ·
3 Sylla ·
4 Kouyaté ·
5 Sagnan ·
6 Jullien ·
7 Nordin ·
8 Adams ·
9 Al-Taamari ·
10 Khazri ·
11 Savanier  ·
12 Ferri ·
13 Chotard ·
14 Maamma ·
15 Barès ·
16 Bertaud ·
17 Sainte-Luce ·
19 Nzingoula ·
20 Touré ·
21 Mincarelli ·
22 Fayad ·
27 Omeragić ·
29 Tchato ·
40 Lecomte ·
52 Maksimović ·
70 Coulibaly ·
77 Sacko ·
Coach: Gasset